# Moto Guzzi Gambalunga
La Moto Guzzi Gambalunga è una moto da competizione costruita dal 1946 al 1951 dalla casa motociclistica italiana Moto Guzzi.

## Il contesto
Nel 1946 la Moto Guzzi ritornò alle corse nella classe 500 con la Bicilindrica e con due modelli derivati dalla Condor prodotta prima della seconda guerra mondiale. Un modello destinato ai corridori privati soprannominato Dondolino (per la sua non eccezionale tenuta di strada) ottenuto dal Condor attraverso pochi e circoscritti aggiornamenti e un secondo modello, il Gambalunga appunto, molto più sofisticato (e destinato ai piloti ufficiali e a quelli "assistiti" dalla Guzzi) che, pur montando alcuni elementi ereditati dal Condor (soprattutto il motore), può considerarsi, a tutti gli effetti, una nuova motocicletta. La modifica più importante per il motore riguarda il rapporto alesaggio/corsa passato da 88x82 mm del Condor a 84x90 (lo stesso della Gilera Saturno), quindi a corsa lunga (da qui il soprannome Gambalunga) per avere una maggiore coppia e quindi ripresa.
Decisamente più importanti le modifiche al telaio che si distingueva nettamente dal Condor e dal coevo Dondolino: nuovi serbatoi in alluminio dell'olio e del carburante ma soprattutto la originale forcella a levette oscillanti (che caratterizzerà tutta la produzione Guzzi da competizione per il decennio successivo), freni più grandi ed efficienti.
Il debutto in corsa avvenne al Circuito della Superba di Genova, l'8 settembre 1946: Luigi Ruggeri rimase in testa alla gara per sedici giri prima di ritirarsi per la rottura del magnete. Una settimana dopo, al Circuito delle Mura di Bergamo, Ferdinando Balzarotti ottenne la prima vittoria per la nuova monocilindrica Guzzi.
Durante gli anni di produzione il Gambalunga fu oggetto di modifiche che riguardavano le sospensioni (il forcellone posteriore triangolato fu sostituito da uno più moderno ad un braccio solo) ed il motore; quest'ultimo nel 1948 ritornò all'originale rapporto alesaggio/corsa superquadro (88x82) introducendo tre cuscinetti di banco invece dei due originali. Le ruote nel 1950 da 21 passarono a 20 pollici di diametro. Nella sua ultima versione, conosciuta come "Tipo Faenza", il motore del Gambalunga erogava 37 CV a 6.000 giri/min (guadagnando 3 CV e 200 giri/min rispetto alla versione originale), spingendo i 120 kg della moto (5 in meno rispetto al modello '46) a 190 km/h (10 km/h guadagnati rispetto alla versione originale).
Nelle ultime gare fu introdotto anche un frontale aerodinamico analogo a quello della bicilindrica. La produzione fu limitata a 13 unità, 7 della prima versione e 6 della seconda, ed il suo impiego agonistico cessò nel 1951; ciò avvenne perché il Gambalunga che finora aveva corso con ottimi risultati contro le monocilindriche inglesi (si ricordi la vittoria di Enrico Lorenzetti al GP dell'Ulster, valido come Campionato Europeo, nel 1948) e nei circuiti lenti, molto diffusi allora, anche contro le pluricilindriche, non era più competitivo sia nei confronti della Gilera 4 cilindri che della nuova Norton 500 a corsa corta e telaio rinnovato "featherbed".
I pregi riconosciuti al Gambalunga erano la sua affidabilità, l'elasticità, il tiro del motore, la maneggevolezza (esaltata da un peso contenuto ottenuto con un uso diffuso di componenti in lega al magnesio ma penalizzata dal lungo interasse); tra i suoi difetti, la lentezza della manovra del cambio.
Tra i piloti che gareggiarono col Gambalunga vi furono, oltre ai citati Lorenzetti, Ruggeri e Balzarotti, anche Omobono Tenni, Guido Leoni, Fergus Anderson e Jean Behra (vincitore di due titoli francesi della 500, nel 1949 e 1950).